# توماس ميدلتون
توماس ميدلتون (بالإنجليزية: Thomas Middleton)‏ مسرحي يعقوبي إنكليزي وشاعر ولد في 1580 وتوفي في 1627. يقف ميدلتون مع جون فلتشر وبن جونسون كأحد أكثر المسرحيين نجاحاً وتأثيراً في المسرح اليعقوبي. ويقف مع شكسبير كأحد مسرحيي عصر النهضة القلائل ممن استطاعوا إحراز نجاحٍ متساوٍ في كتابة الكوميديا والتراجيديا.توماس ميدليتون
عمل توماس ميدليتون وعاش طيلة حياته في لندن..وقد ولد في عام1580وعمد في كنيسة سان لورنس جوري في 18إبريل و دفن في4يوليو عام1627 بالكنيسة القريبة من محل سكنه في نيوتن بيتس التي عاش فيها منذ عام1609فوالده وليم كان بناء وسيداً يحمل شعار النبالة مات في يناير أما1585أو1586وفي نوفمبر عام1585 
تزوجت أرملته آن من توماس هرفي الذي رجع لتوه وقد أفقرته رحلته إلى فرجينيا. ففي خلال أسابيع من الزواج كان هارفي قد كشف عن كونه مغامر معدوم الضمير يجد لذته في التحكم بأملاك زوجته فلأمد الطويل حدثت سلسلة من المشاحنات أدت إلى دعاوي قضائية كلها بدأت مع محاولات هارفي أن يستولي على عقار آن الذي أوقفته لمساعدة أولادها قبل أن تقابله. أما ألن وترر الذي تزوج أخت ميدليتون المسماة أفيس عام1596في التو أصبح جزءاً من ممن يرفعون الدعاوي القضائية ضد هارفي. بمجيء عام1603عندما مات آن هارفي والن وترر كان قد قضى ميدليتون وقتاً كبيرا من وقته يساعد أمه في معارك قانونية كثيرة، فحتى بعد موت وترر فإن أفيس وزوجها الثاني جون امبسون استمرا في أخذ خطوات قانونية فيما يتعلق بممتلكات العائلة
ان حياة ميدليتون منذ بدايتها كانت على اتصال بمهنة المسرح. فأجزاء واسعة من ممتلكات العائلة كانت أرضاً تسمى الكرتين، وهي في نفس الوقت أرض مسرح الكرتين (مسرح الستارة)الذي بني في عام1577..بعد أن التحق ميدليتون بأوكسفورد كوين كوليدج(وهي الكلية الأكثر شعبية في هذا الزمن)في إبريل عام1598وما يلي ذلك كان ميدليتون قد أجبر في يونيو عام 1600أن يُرسل نصف أسهمه من ممتلكات الكرتين إلى صهره وترر من أجل النقود المدفوعة على حد قوله:نظير تقدمة وارتقائه في جامعة أوكسفورد حيث انه الآن طالب..وفي وقت ما أثناء الثماني أشهر التالية عاد إلى لندن ليستأنف مجموعة من الدعاوي القضائية وتم تسجيل ذلك في الثامن من فبرير عام1600أو1601 فقد بقى ميدليتون في لندن بصفة يومية بصحبة الممثلين في هذين العامين أما صهر ميدليتون توماس ماربك كان ممثلاً في فرقة الأدميرال مين. ولعل ميدليتون التقى هناك بمن سيتزوجها في هذه الأثناء..لم يسجل في أي مكان أن ميدليتون أخذ شهادة جامعية من أوكسفورد فقد كان مهتماً بالكتابة المسرحية وأثناء ذلك حصل على دبلومة.
ولأن ابن ميدليتون المسمى أدورد كان في سن التاسعة عشر عام1623فمن المفترض أن ميدليتون تزوج حوالي عام1602..فزوجته ماجدلين كانت حفيدة المؤلف الموسيقي وعازف الأرغن جون ماربك...إن اكليس يعتقد أنها ربما تكون ملين ماربك التي عمدت في 9يوليو 1575في سان دانتن الغربية.وفي فبراير عام1627أو1628رفعت أرملة ميدليتون ملتمساً للحصول على منحة مالية من بلدية لندن مما يفترض أن ممتلكاته كانت قليلة وقد ماتت بعد ذلك بخمسة أشهر أي في يوليو1628ودفنت أيضاً في نيونجتون.
نشر ميدليتون كتاباً واحداً شعرياً يسسمى حكمة سليمان عام1597,قبل أن يلتحق بأوكسفورد وقصيدتين شعريتين أخريان الأولى هي(ميكروا سينكون)عام1599 والثانية شبح لوكريس عام1600ومن المفترض أنه كان طالباً أنذاك في عام1602سجل هانسلو أن ميدليتون كان قد انجز ثلاث مسرحيات:بالتعاون مع دكر وماندي ودريتون ووبيستر في مسرحية سقوط قيصر(المفقودة)ومسرحية رندال أيرل شيستر (المفقودة ايضاً)ومسرحية أخرى غير معروف اسمها، بعدذلك بعامين سنة 1604نشر هجائيتين نثريتين الأولى باسم الكتاب الأسود والثانية باسم النملة والكروان..أما مسرحيته الأولى التي بقيت على قيد الحياة فكان اسمها عائلة الحب (1602أو1603كان تأريخها يعود لنفس هذه الفترة وإذا كانت طبيعة هذه الأعمال المبكرة محل خلاف فمن الجلي انه بعد ان ترك أوكسفورد كان شديد النشاط وفياض الإنتاج فباديء ذي بدء عام1613 ومايليه إلى أن مات كتب عدداً لابأس به من المواكب المدنية والمسليات فمبكراً عام1604شارك توماس ديكر في كتابة (المسلية الرائعة )والتي كانت للملك جيمس وأعلن عنها رسمياً حول لندن 
لقد كتب ميدليتون من أشكال فنية مختلفة لكن انتاجه الأهم كان من قالبين فنيين الأول:هو كوميديا المدينة مثل مدة ماكمليس عام 1605 وعالم مجنون أيها السادة عام1605 ,وحيلة للإمساك بالرجل العجوز والفتاة الطاهرة من شيبسيد عام1611او1613 أما القالب الثاني هو التراجيديا فقد كتب منه مأساة المنتقم عام1606أو1607والنساء يحذرن النساء 1612 والمستبدل مع وليم رولي عام1622كما كتب مسرحيات ترجيكوميدية مثل الساحرة عام1615والمشاجرة العادلة عام1615أو1617والقانون القديم عام1618..وفي عام1624كتب الهجائية السياسية مسرحية لعبة الشطرنج التي كانت كثيراً ما تعرض بصورة أكبر من أي مسرحية يعقوبية أخرى (بل حقيقة هي الأطول عرضاً في تاريخ المسرح الإنجليزي) لكنها سببت حساسية ومن ثم حجبتها الحكومة بالرغم من أنها حصلت على اذن بالعرض فلقد مثل ميدليتون والممثلون أمام البريفيس كانسل (فولده ادورد كان يجيب بدلاً عنه بينما ميدليتون بدا متحفظاً)وفي النهاية لم يتخذ أي قرار ضده
ولقد كتب ميدليتون لفرق الغلمان من بولس وبلاك فريرز وبعد أن تم حجبهما كتب لفرقة البرينس هنري أو( فرقة الأدميرال سابقاً) و فرقة الليدي اليزابيث وفرقة شيكسبير الكينج مين. ولقد شارك ميدليتون الآخرين من المؤلفين مثل شيكسبير في مسرحية تيمون الأثيني ولقد راجع مسرحية مكبث بعد عرضها الأول 

## روابط خارجية
- توماس ميدلتون على موقع IMDb (الإنجليزية)
- توماس ميدلتون على موقع الموسوعة البريطانية (الإنجليزية)
- توماس ميدلتون على موقع ميوزك برينز (الإنجليزية)
- توماس ميدلتون على موقع قاعدة بيانات برودواي على الإنترنت (الإنجليزية)
- توماس ميدلتون على موقع إن إن دي بي (الإنجليزية)
- توماس ميدلتون على موقع ديسكوغز (الإنجليزية)
- توماس ميدلتون على موقع قاعدة بيانات الفيلم (الإنجليزية)